# 동의대역
동의대역(Dong-eui University station, 東義大驛)은 대한민국 부산광역시 부산진구 가야동에 있는 부산 도시철도 2호선의 지하철역이다. 이 역에서 동의대학교로 가는 순환 버스가 운행하며, 인근에 수정터널이 있다. 수정터널을 통과하면 1호선 좌천역으로 바로 갈 수 있다.

## 역사
- 1999년 6월 30일 : 부산 도시철도 2호선 개통과 함께 영업 개시

## 역명의 유래
역 인근에 있는 동의대학교 가야캠퍼스에서 유래되었다.

## 역 구조
2면 2선 상대식 승강장이 있는 지하역이다. 스크린도어가 설치되어 있다. 대합실을 지나면 반대편 승강장으로 이동할 수 있다.

### 승강장
| 가야 ↑ |
| \| 상  |
| ↓ 개금 |

| 상행 | ● 부산 도시철도 2호선 | 서면·대연·금련산·장산 방면 |
| 하행 | ● 부산 도시철도 2호선 | 사상·덕천·호포·양산 방면   |

## 역 주변
- 가야1동 행정복지센터
- 가야초등학교
- 가야여자중학교
- 광무여자중학교
- 부산진우체국
- 동의대학교
- 가산초등학교
- 가야고등학교
- 백양터널
- 가야2동 행정복지센터
- 개금사거리

## 승차량 변동
| 역 노선 | 승차 인원 | 승차 인원 | 승차 인원 | 승차 인원 | 승차 인원 | 승차 인원 | 승차 인원 | 승차 인원 | 승차 인원 | 승차 인원 | 승차 인원 | 승차 인원 | 승차 인원 | 승차 인원 | 주 석 |
| 역 노선 | 2002년    | 2003년    | 2004년    | 2005년    | 2006년    | 2007년    | 2008년    | 2009년    | 2010년    | 2011년    | 2012년    | 2013년    | 2014년    | 2015년    | 주 석 |
| ------- | --------- | --------- | --------- | --------- | --------- | --------- | --------- | --------- | --------- | --------- | --------- | --------- | --------- | --------- | ----- |
| 2호선   | 7545      | 7624      | 7393      | 7576      | 6893      | 6313      | 6649      | 6749      | 6988      | 7603      | 7581      | 7569      | 7641      | 7422      | [ 1 ] |

## 인접한 역
| 부산 도시철도 2호선       | 부산 도시철도 2호선   | 부산 도시철도 2호선 |
| ------------------------- | --------------------- | ------------------- |
| 221 가야 (지하) 장산 방면 | ● 부산 도시철도 2호선 | 223 개금 양산 방면  |